# Kleines Nixenkraut
Das Kleine Nixenkraut (Najas minor) ist eine Pflanzenart aus der Gattung Nixenkräuter (Najas) innerhalb der Familie der Froschbissgewächse (Hydrocharitaceae). Diese Wasserpflanze gedeiht im Süßwasser.

## Beschreibung
Das Kleine Nixenkraut ist eine krautige Pflanze, die Wuchshöhen von 5 bis 30 Zentimetern erreicht. Der frische Stängel ist biegsam, ausgeschweift gezähnt, zurückgekrümmt, dünn, reichlich gabelästig verzweigt, zerbrechlich und nicht bestachelt. Die Blätter stehen paarweise, sind nur 0,5 mm breit, deutlich fein gezähnelt und bogig zurückgekrümmt.
Blütezeit reicht von Juni bis September. Die unscheinbaren Blüten sind eingeschlechtig. Die männlichen Blüten sind von einer sackartigen Spatha eingehüllt und besitzen ein zweilappiges Perigon sowie nur ein Staubblatt. Die weiblichen Blüten besitzen keine Blütenhülle und sitzen in den Blattachseln.
Die Chromosomenzahl der Art ist 2n = 12, 24 oder 36.

## Vorkommen
Das Kleine Nixenkraut ist in den tropischen und warm-gemäßigten Gebieten weitverbreitet. Es kommt in Eurasien (bis Indien und Japan) und in Nordafrika vor. In Nordamerika ist es ein Neophyt.
Das Kleine Nixenkraut kommt in Mitteleuropa nur vereinzelt vor. In Deutschland kommt es wohl nur noch vereinzelt im Tiefland in Mecklenburg-Vorpommern und in Brandenburg vor, desgleichen in Oberfranken zwischen Hallertau und Donau. In Deutschland findet man es vor allem im Oberrheingebiet; am Bodensee kommt es nur selten vor; wenige Fundstellen sind im Donaugebiet und in Oberfranken bekannt. In Österreich und in der Schweiz kommt es vor. Am Oberrhein zwischen Straßburg und der Mainmündung findet man es nur noch selten. In größeren Gebieten Mitteleuropas fehlt es anscheinend völlig.
Das Kleine Nixenkraut gedeiht in sommerwarmen Gewässern. Es besiedelt stehende oder sehr langsam fließende Gewässer, wo es an den ruhigsten und den am meisten geschützten Stellen wächst. Gegen Verschmutzung ist es empfindlich. Es ist eine Charakterart des Potamogetoneto-Najadetum marinae aus dem Verband Potamogetonion. Es gedeiht in 30–50 (200) Zentimetern Wassertiefe.